# Église d'Auteuil (métro de Paris)
Pour l'édifice religieux, voir Église Notre-Dame-d'Auteuil.
Église d'Auteuil est une station de la ligne 10 du métro de Paris, située dans le 16e arrondissement de Paris.

## Situation
La station est établie au débouché de la rue Wilhem sur la place de l'Église-d'Auteuil, en bordure des fondations de l'église Notre-Dame-d'Auteuil. Située sur la voie nord de la boucle d'Auteuil et orientée selon un axe nord-ouest/sud-est, elle s'intercale entre la station de bifurcation Javel - André-Citroën (dont elle est séparée par une traversée de la Seine en souterrain et par la station Mirabeau) et la station Michel-Ange - Auteuil. Elle n'est desservie qu'en direction de Boulogne - Pont de Saint-Cloud.

## Histoire
La station est ouverte le 30 septembre 1913 avec la mise en service du premier prolongement de la ligne 8 depuis Beaugrenelle (aujourd'hui Charles Michels) jusqu'à Porte d'Auteuil.

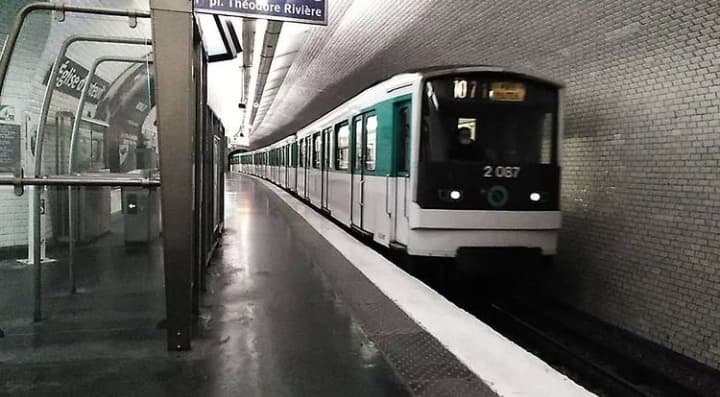
Un MF 67 arrivant à la station.

Elle doit sa dénomination initiale de Wilhem à son implantation sous la rue Wilhem. Bien que cette dernière rende hommage au compositeur parisien Wilhem, son nom pouvait évoquer à tort celui de l'ex-empereur d'Allemagne Guillaume II et dérangeait alors dans le contexte d'après-guerre, raison pour laquelle le nom de la station est changé au profit d’Église d'Auteuil le 15 mai 1921. Cette nouvelle appellation provient du voisinage de l'église Notre-Dame-d'Auteuil, édifiée en 1877 en remplacement de celle qui avait été bâtie au XIe siècle et reconstruite au XIVe siècle.
Dans la nuit du 26 au 27 juillet 1937, la station est transférée à la ligne 10 dans le cadre du remaniement des lignes 8, 10 et de l'ancienne ligne 14, lorsque la ligne 8 fut redirigée vers son terminus actuel de Balard. Le service entre Jussieu et Porte d'Auteuil n'est toutefois assuré que deux jours plus tard, le 29 juillet, se limitant dans un premier temps à La Motte-Picquet - Grenelle à l'est.
Dans le cadre du programme « Renouveau du métro » de la RATP, ses couloirs ainsi que l'éclairage du quai ont été rénovés le 21 août 2006.
Fréquentation
La fréquentation des stations de métro de la RATP étant définie par le nombre de voyageurs entrant, Église d'Auteuil est la station la moins fréquentée de l'ensemble du réseau, compte tenu de sa configuration de demi-station accueillant uniquement les rames en provenance du centre de Paris. Ce classement est à relativiser, car la station est majoritairement fréquentée par des voyageurs y descendant. Pour emprunter directement la ligne vers Gare d'Austerlitz, les voyageurs doivent se rendre aux stations Chardon-Lagache ou Mirabeau, faute de quoi ils sont obligés de prendre une rame jusqu'à la station à quai unique Boulogne - Jean Jaurès puis de repartir en sens inverse en empruntant une rame circulant sur l'autre voie.
Ainsi, en 2019, selon les estimations de la RATP, 169 939 voyageurs sont entrés dans cette station, ce qui la place à la dernière position des stations de métro pour sa fréquentation, sur 302,.
En 2020, avec la crise du Covid-19, 95 182 voyageurs sont entrés dans cette station. Toutefois, ce n'est exceptionnellement pas la moins fréquentée sur cette année, la station Saint-Ouen sur la ligne 14 n'ayant ouvert que 18 jours avant la fin 2020, celle-ci a vu entrer moins de voyageurs que la station Église d'Auteuil, laquelle se trouve donc à l'avant-dernière place sur les 304 stations de métro pour sa fréquentation pour cette année,.
En 2021, selon les estimations de la RATP, 124 941 voyageurs sont entrés dans cette station ce qui la place à la 304e position des stations de métro pour sa fréquentation sur 304,.

## Services aux voyageurs

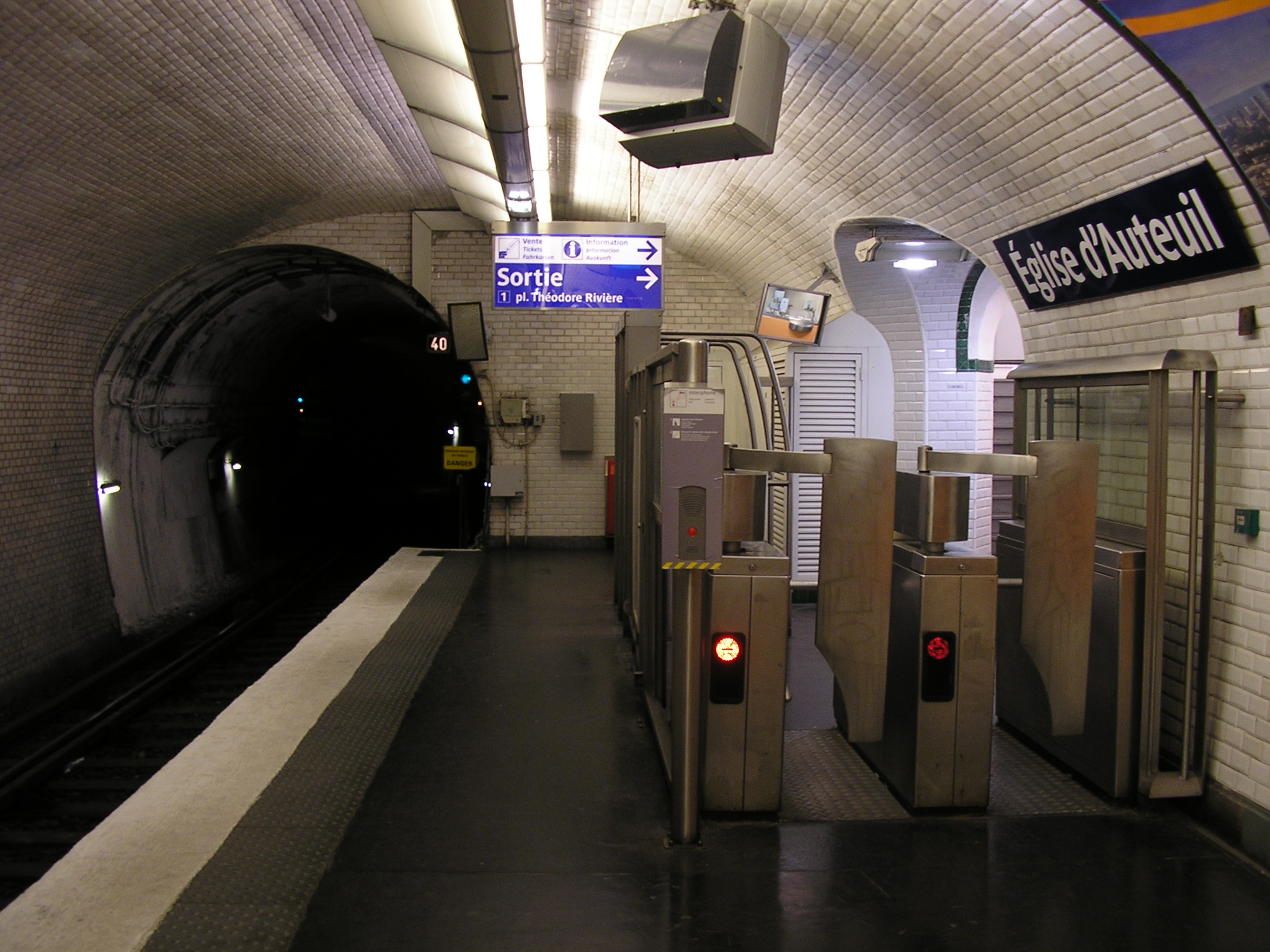
Vue en direction de Boulogne - Pont de Saint-Cloud, au niveau de la sortie de la place Théodore-Rivière.

### Accès
La station dispose de deux accès constitués d'escaliers fixes : 
- l'accès 1 « Place Théodore-Rivière », orné d'un édicule Guimard inscrit au titre des monuments historiques par l'arrêté du 29 mai 1978[10], débouchant sur la place Théodore-Rivière face au 2, rue Verderet ;
- l'accès 2 « Rue Wilhem », agrémenté d'une balustrade de type Dervaux et ne permettant pas d'entrer dans la station, se trouvant sur le côté pair de cette rue, face à l'amorce de la rue Corot.

Accès à la station
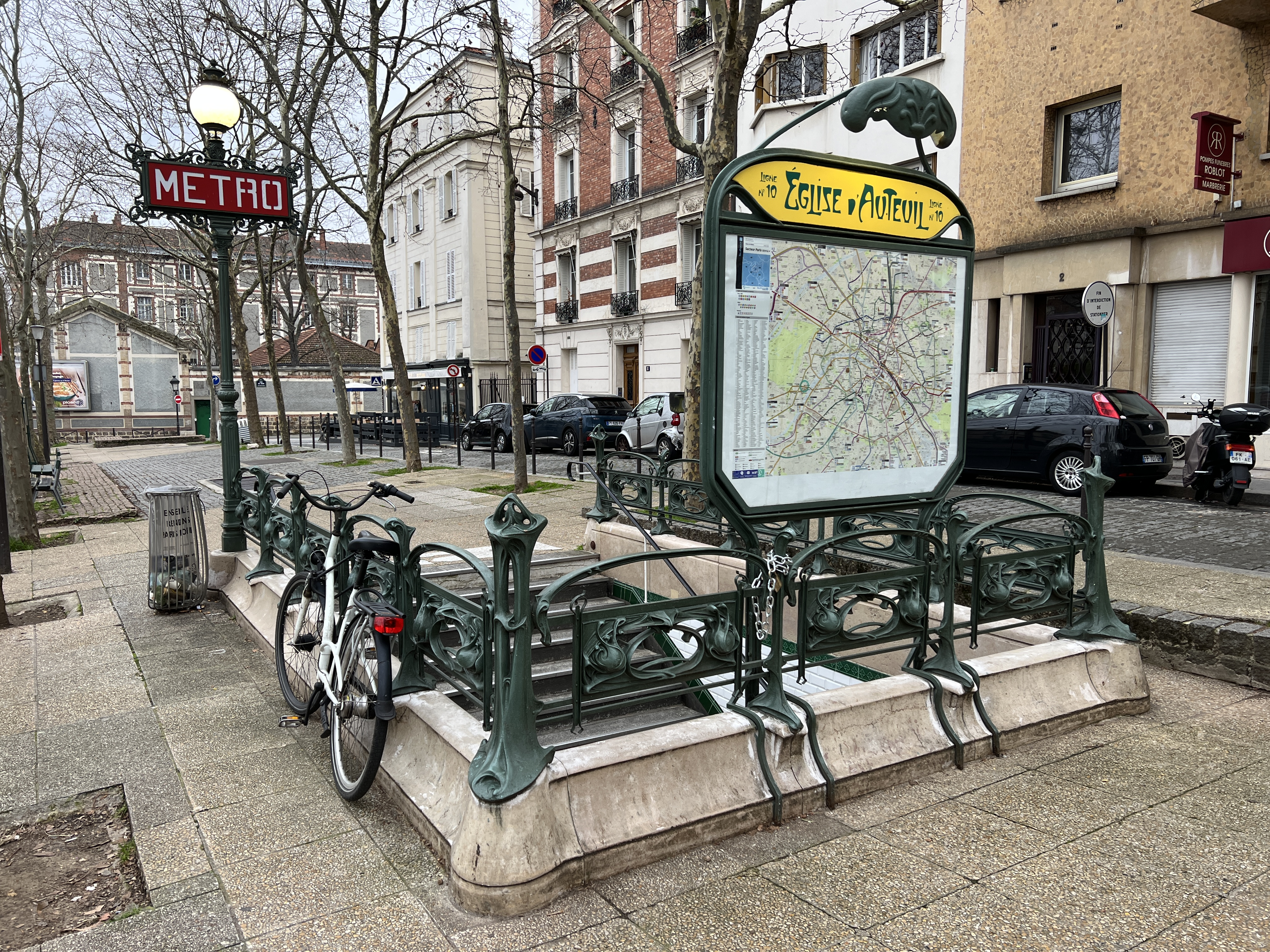
L'accès no 1, « Place Théodore-Rivière ».
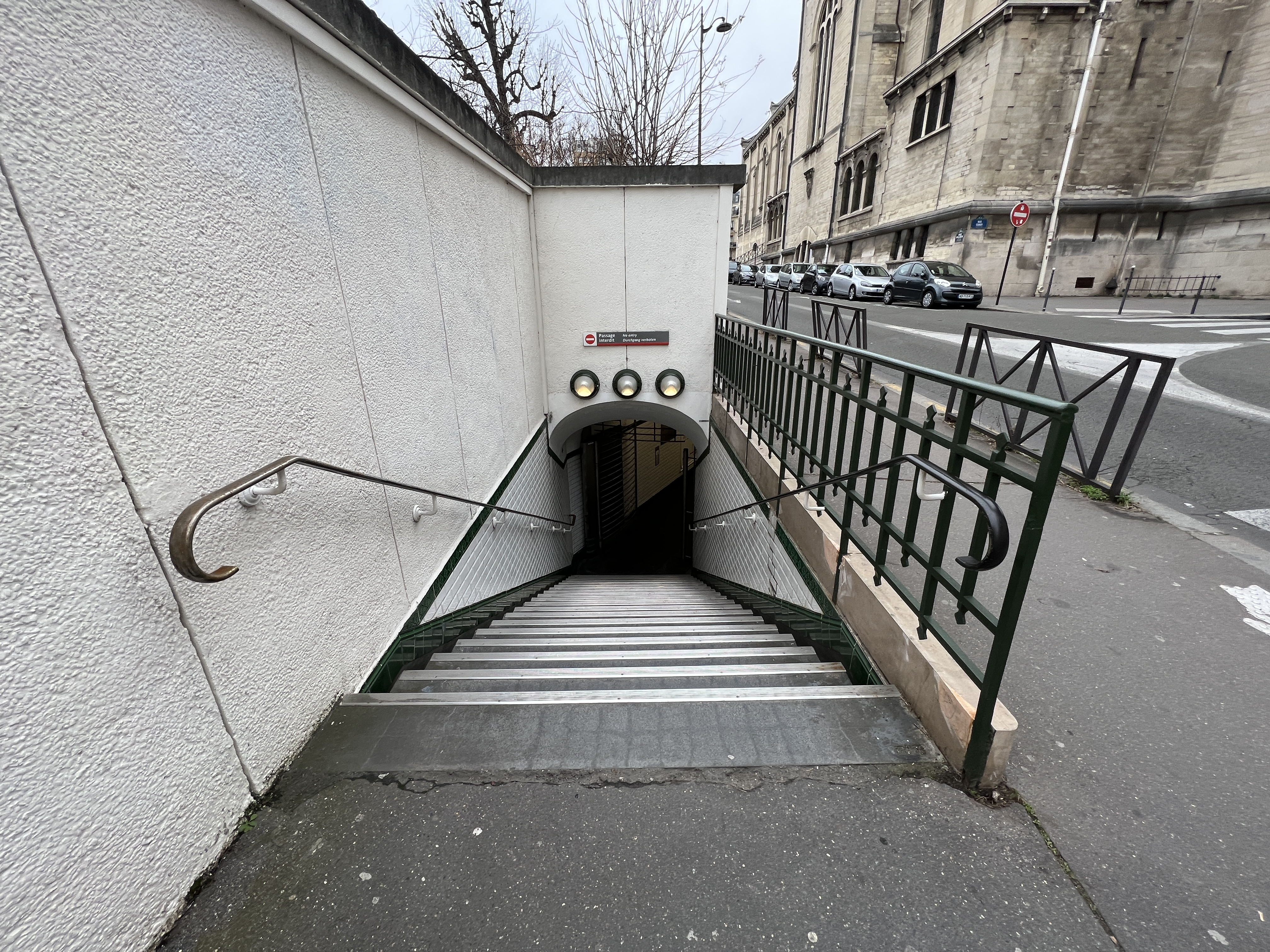
L'accès no 2, « Rue Wilhem ».

### Quai
Église d'Auteuil est une station en courbe de configuration particulière : elle possède une voie unique à quai latéral, dont la desserte n'est assurée que par les rames en direction de Boulogne - Pont de Saint-Cloud. 

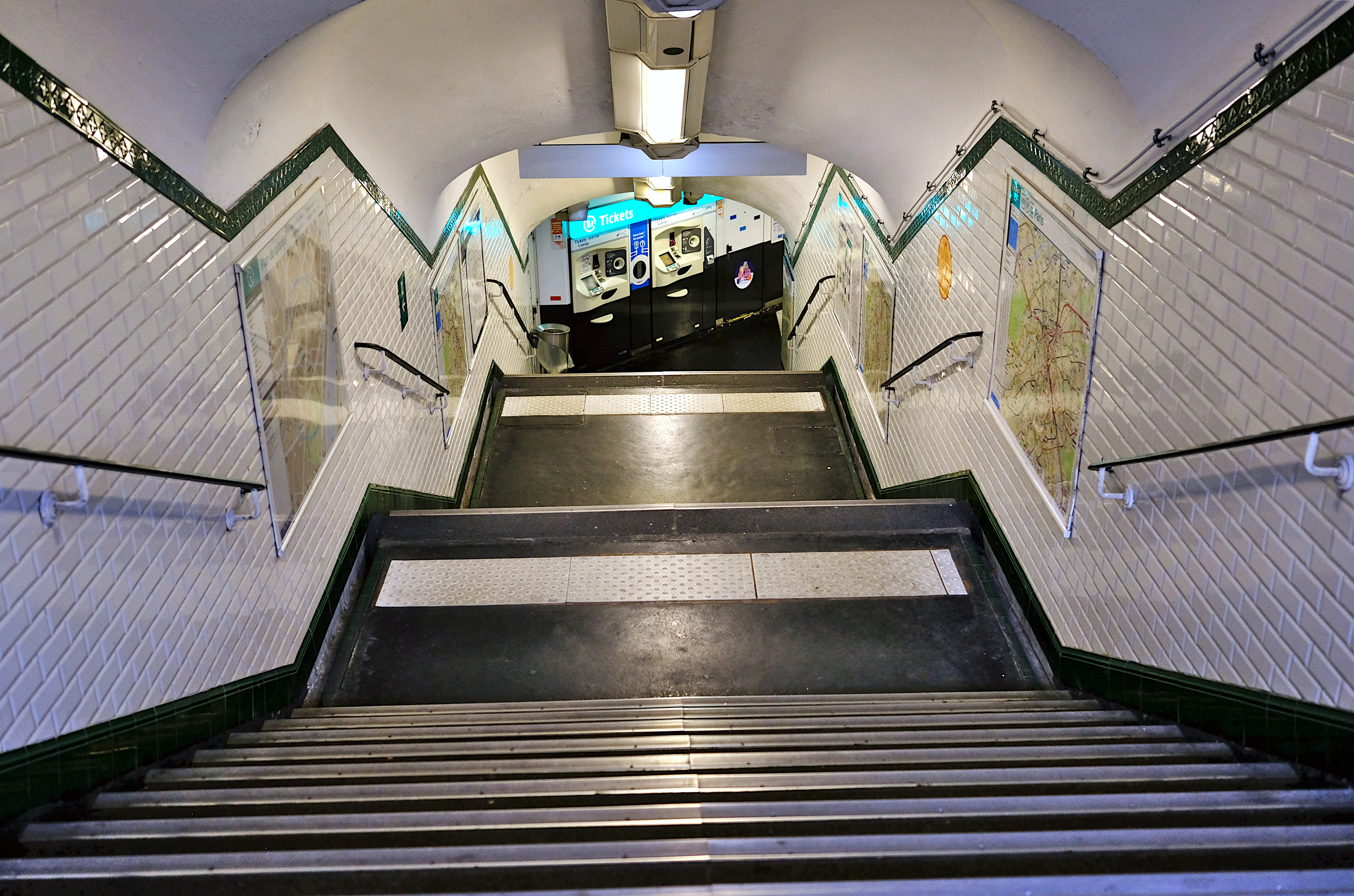
L'escalier d'accès à la plateforme.
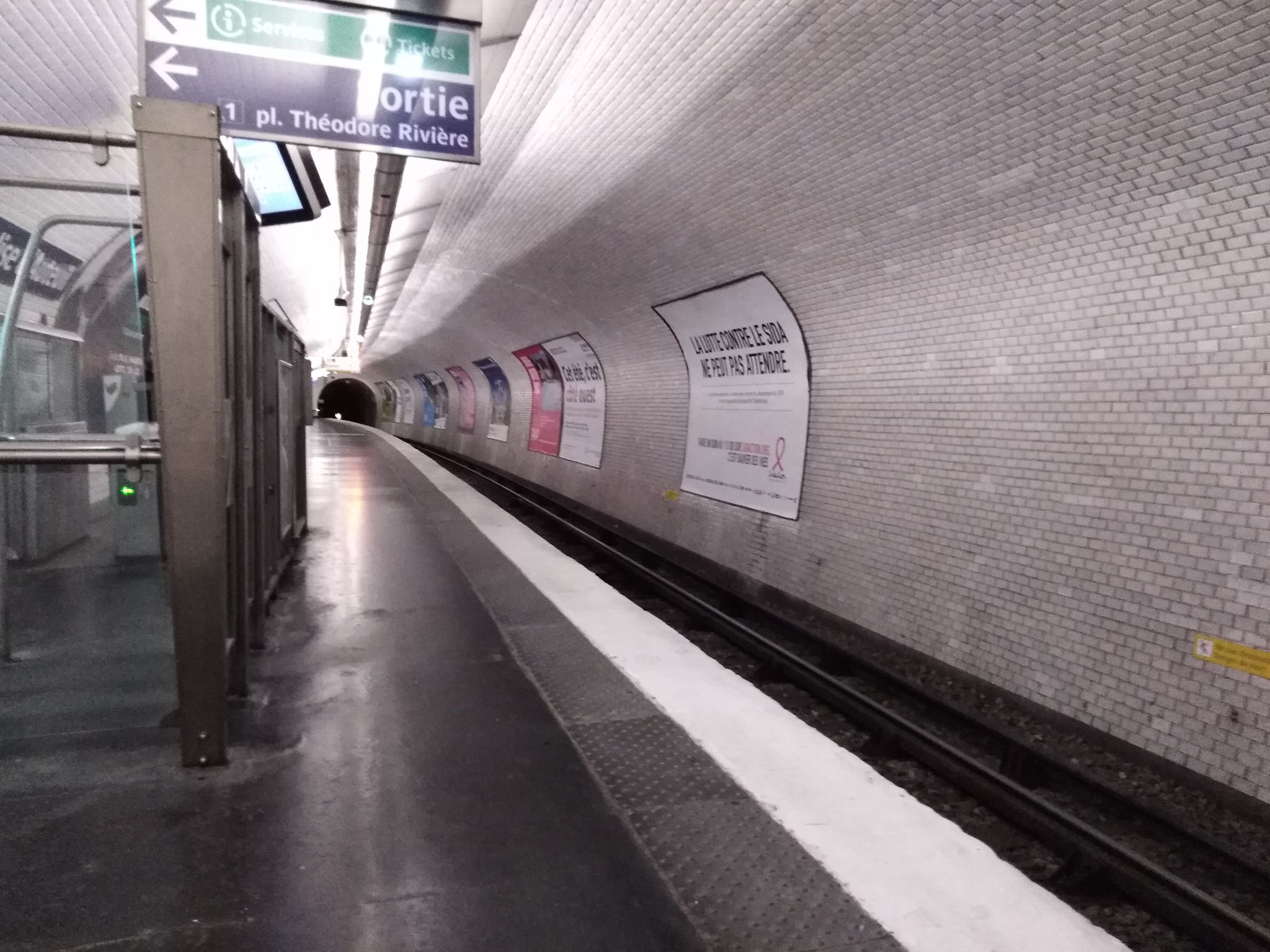
Le quai et la voie de la station.

Les autres caractéristiques sont cependant classiques : la voûte est elliptique et la décoration est du style utilisé pour la majorité des stations du métro : le bandeau d'éclairage est blanc et arrondi dans le style « Gaudin » du renouveau du métro des années 2000, et les carreaux en céramique blancs biseautés recouvrent les piédroits, la voûte et les tympans. Les cadres publicitaires sont métalliques et le nom de la station est inscrit en police de caractère Parisine sur plaques émaillées (du côté du quai uniquement). Les sièges sont de style « Motte » de couleur orange.

### Intermodalité
La station est desservie par les lignes 22, 52 et 62 du réseau de bus RATP.

## À proximité
- Lycée Jean-Baptiste-Say
- Église Notre-Dame-d'Auteuil
- Chapelle Sainte-Bernadette
- Siège de NRJ 12